# Rachel Ertel
Pour les articles homonymes, voir Ertel.
Rachel Ertel, née le 13 juillet 1939 à Słonim en Pologne, est une essayiste et traductrice française, professeure émérite de l'université Paris-Diderot, spécialiste de la langue et de la littérature yiddish.

## Biographie
Rachel Ertel naît à Słonim, ville biélorusse alors située en Pologne. Sa mère, Riwa Mirski, écrit des poèmes et des récits yiddish, sous le nom de Menuha Ram, son père Mendel Chalupsky est propriétaire d'une scierie. Durant la Seconde Guerre mondiale, son père bundiste et menchevik est déporté au goulag, Rachel et sa mère sont quant à elles exilées en Sibérie et assignées à résidence. Elles reviennent à Łódź en 1946, à Varsovie en 1948. Son père revenu plus tôt du goulag meurt dans un bombardement de Lodz. 
Avec sa mère, son beau-père, Moshe Waldman, lui aussi poète en langue yiddish et journaliste et le fils de celui-ci Aron Waldman, elle s'installe au cours de l'année 1948 au foyer « Le Toit familial », situé 9 rue Guy-Patin, dans le 10e arrondissement de Paris.
Elle est agrégée d'anglais et soutient en 1978 une thèse d'État intitulée Aspects du roman juif américain : contribution à une ethnologie de la littérature. Elle est professeure de littérature américaine à l'université Paris 7, où elle fonde le Centre d'études judéo-américaines (CEJA) qui est, durant les décennies 1970-1980, le principal lieu d’enseignement de langue et de littérature yiddish en France. Elle contribue, dans un espace universitaire, à former des traducteurs de yiddish, dans un souci d'assurer la « permanence du yiddish », et de son espace culturel.
Dans le même souci de transmission, elle édite des textes yiddish devenus inaccessibles, notamment Khaliastra, revue littéraire Varsovie 1922-Paris 1924 : la bande, et traduit des œuvres d'auteurs yiddish de l'anglais en français, notamment les poèmes de Jacob Glatstein, Eli Chekhtman, Jerome Rothenberg ou encore Leïb Rochman.
Son ouvrage consacré au « shtetl », terme yiddish qui désigne des bourgades ou quartiers juifs polonais, s'applique à montrer l'organisation de la société juive ashkénaze ; elle y voit un idéal-type, structurant pour l'historiographie, mais surtout pour la création littéraire yiddish.
Elle publie en 2019 un livre d'entretiens avec Stéphane Bou, intitulé Mémoire du yiddish,.
Rachel Ertel reçoit en 2020 le prix d'Académie de l'Académie française, pour l'ensemble de son œuvre.

## Activités éditoriales et associatives
Rachel Ertel dirige la collection « Domaine yiddish ». Elle est présidente d’honneur de la Maison de la culture yiddish – Bibliothèque Medem, à Paris.

## Œuvres

### Essais et poésie
- En marge : sur les minorités aux États-Unis, avec Élise Marienstras et Geneviève Fabre, Paris, Maspero, coll. « Cahiers libres », no 189-191.
- Le Roman juif américain, une écriture minoritaire, Paris, Payot, 1980.
- Le Shtetl, la bourgade juive de Pologne de la tradition à la modernité, Paris, Payot, 1982 (rééd. 1986). Réédition Paris, Payot & Rivages, 2011.
- Dans la langue de personne : poésie yiddish de l’anéantissement, Paris, Le Seuil, 1993.
- Brasiers de mots, Paris, Liana Levi, 2003[18].
- (trad.) Rajzel Zychlinski, Portes muettes, traduit du yiddish et préfacé par Rachel Ertel, Paris, L'Improviste, 2007  (ISBN 978-2-913764-34-7).

### Articles
- « Nous sommes les souvenants qui refusons l'oubli ». Pouvoir de la poésie, Le Coq-Héron, « La vie des morts parmi les vivants », 2015, no 221, p. 14-21.
- « Les fantômes du 9 rue Guy Patin (en souvenirs) », Les Temps modernes, mai 2015, no 686, p. 21-54 [lire en ligne].
- « La permanence du yiddish », Vacarme, janvier 2013, no 62, p. 173-193, [lire en ligne].
- [entretien] « Le yiddish au présent : entretien avec Rachel Ertel », Archives Juives, vol. 55, no 1,‎ 2022, p. 35-42 (lire en ligne, consulté le 29 avril 2022).

### Document audiovisuel
- New-York, tendances yiddish, avec David Unger, Paris, JEM productions, 2012, DVD 52 min.

### Documents  audio
- [Entretiens] « Rachel Ertel, mémoire du Yiddish », avec Stéphane Bou, À voix nue, France Culture, 5 épisodes, mars 2017[19].